# Rodolfo I della marca del Nord
Rodolfo I (... – 7 dicembre 1124) fu margravio della marca del Nord dal 1106 al 1112 e nuovamente margravio dal giugno 1112 al 1114 e conte di Stade.

## Biografia
Era figlio del margravio della marca del Nord Lotario Udo II, e di Oda di Werl, figlia di Ermanno III, conte di Werl e di Richenza di Svevia. Faceva dunque parte della dinastia degli Odoniani. Rodolfo era il fratello dei suoi predecessori, Enrico I il Lungo e Lotario Udo III. 
Nel 1106 Rodolfo divenne margravio della marca del Nord e conte di Stade dopo la morte di suo fratello Lotario Udo III, in qualità di reggente e tutore del figlio di Lotario, Enrico II. La contea di Stade fu effettivamente amministrata da Federico mentre Enrico II era ancora minorenne. 
Nel 1112 Rodolfo si alleò con Lotario di Supplinburgo, poi duca di Sassonia (e in seguito imperatore del Sacro Romano Impero) nell'opposizione all'imperatore Enrico V, e di conseguenza fu deposto dalle sue cariche. Fu sostituito brevemente come margravio da Helperich di Plötzkau, per poi riassumere la carica nel giugno dello stesso anno detenendola fino al 1114, anno in cui suo nipote Enrico divenne maggiorenne.

## Matrimonio e figli
Rodolfo si sposò con Riccarda (Richgard), figlia di Ermanno di Sponheim, burgravio di Magdeburgo, e nipote di Sigfrido I, conte di Sponheim. Rodolfo e Riccarda ebbero cinque figli: 
- Udo IV, margravio della marca del Nord e conte di Stade (con il nome Udo V);
- Rodolfo II, margravio della marca del Nord e conte di Stade;
- Arduico, conte di Stade e arcivescovo di Brema;
- Liutgarda di Salzwedel, che sposò in prime nozze conte di Sommerschenburg Federico II poi in secondo nozze il re di Danimarca Eric III, ed infine sposò il conte di Winzenburg Ermanno II;
- Riccarda di Stade, badessa di Bassum e stretta confidente della santa ldegarda di Bingen.

Rodolfo fu deposto come margravio nel 1112 e sostituito per breve tempo da Helperich, per poi riappropriarsi della marca, detenendola fino a quando suo nipote Enrico raggiunse la maggior età. A Rodolfo succedette come conte di Stade Federico, il quale non faceva parte della dinastia degli Odoniani, anche se non è chiaro quali siano le date precise della transizione. 